# لاله واژگون سیسکیو
لاله واژگون سیسکیو(نام علمی: Fritillaria glauca) نام یک گونه از سرده لاله واژگون است.